# Texola
Texola im Beckham County, Oklahoma, liegt an der berühmten Route 66 und erreichte durch sie Bekanntheit, bevor die 1970 gebaute Interstate 40 das Dorf umfuhr und dessen Bedeutung als Zwischenstopp entfiel. Für die Reisenden auf der Route 66 war Texola jeweils der erste beziehungsweise der letzte Ort des Staates Oklahoma. Heute ist Texola ein Geisterstädtchen mit 43 Einwohnern (2020) mit einigen Ruinen von Restaurants, Motels und Tankstellen.
Entstanden war der Ort 1901 als Ansiedlung an einer Bahnstrecke, die die  Choctaw, Oklahoma and Gulf Railroad (CO&G) von West Memphis über Elk City nach Amarillo errichtete. Der durch Texola führende Abschnitt wurde 1902 eröffnet. Im selben Jahr übernahm die Chicago, Rock Island and Pacific Railroad die Kontrolle über CO&G, die sie 1948 vollständig übernahm. Nach deren Insolvenz im Jahr 1980 wurde die Teilstrecke von Erick über Texola nach Amarillo stillgelegt und bis 1984 abgebaut.
Da Texola mit 99.993056° West extrem nahe am 100. Längengrad liegt – welcher die Grenze zwischen Texas und Oklahoma definiert – hatten Landesvermessungen zur Folge, dass mehrere Einwohner von Texola mehrmals den Bundesstaat wechselten, ohne jemals ihre Wohnung zu wechseln. Auch der Name war strittig: Bei der Vermessung durch P. A. Williamson 1901 hieß die Siedlung Texoma, nach der späteren Vermessung durch A. W. Putnam jedoch Texokla. 1930, als die Great Depression begann, schloss die Bank von Texola; weitere Geschäfte folgten, und die Einwohnerzahl sank drastisch.